# Ardmore (Oklahoma)
Ardmore er en amerikansk by og administrativt centrum i det amerikanske county Carter County, i staten Oklahoma. I 2006 havde byen et indbyggertal på 24.535.

## Ekstern henvisning
- Ardmores hjemmeside (engelsk)

34°10′52″N 97°07′46″V / 34.1811°N 97.1294°V